# 855 до н. е.

## Події
Похід Салманасара ІІІ, царя Ассирії, на схід.
Після смерті Набу-апал-ідіна царем Вавилону став Мардук-закір-шумі І. Південь країни відійшов його братові Мардук-бел-узаті.
Асеркамон ІІ, цар країни Куш в Нубії.
Дотад, легендарний цар Мессенії.